# Seututie 610
Pour les articles homonymes, voir Route 610.
La route régionale 610 (finnois : Seututie 610) est une route régionale allant de Joutsa à Korpilahti en Finlande.

## Description
La route régionale 610 est une route régionale menant du quartier Tammilahti de Joutsa  à Korpilahti. 
La route part de la route nationale 4 à Joutsa et se termine à Korpilahti en croisant  la route nationale 9. 
La route est entièrement asphaltée.
La route est un carrefour important localement car elle traverse le lac Päijänne. 
Le Päijänne n'est traversé, que par la route régionale 610 et par la route de Pulkkilanharju entre Sysmä et Vääksy.
La longueur totale du pont Kärkistensalmi, achevé en 1997, est de 788 mètres et sa travée principale est de 240 mètres. Sa hauteur de passage sous le pont est de 18,5 mètres.

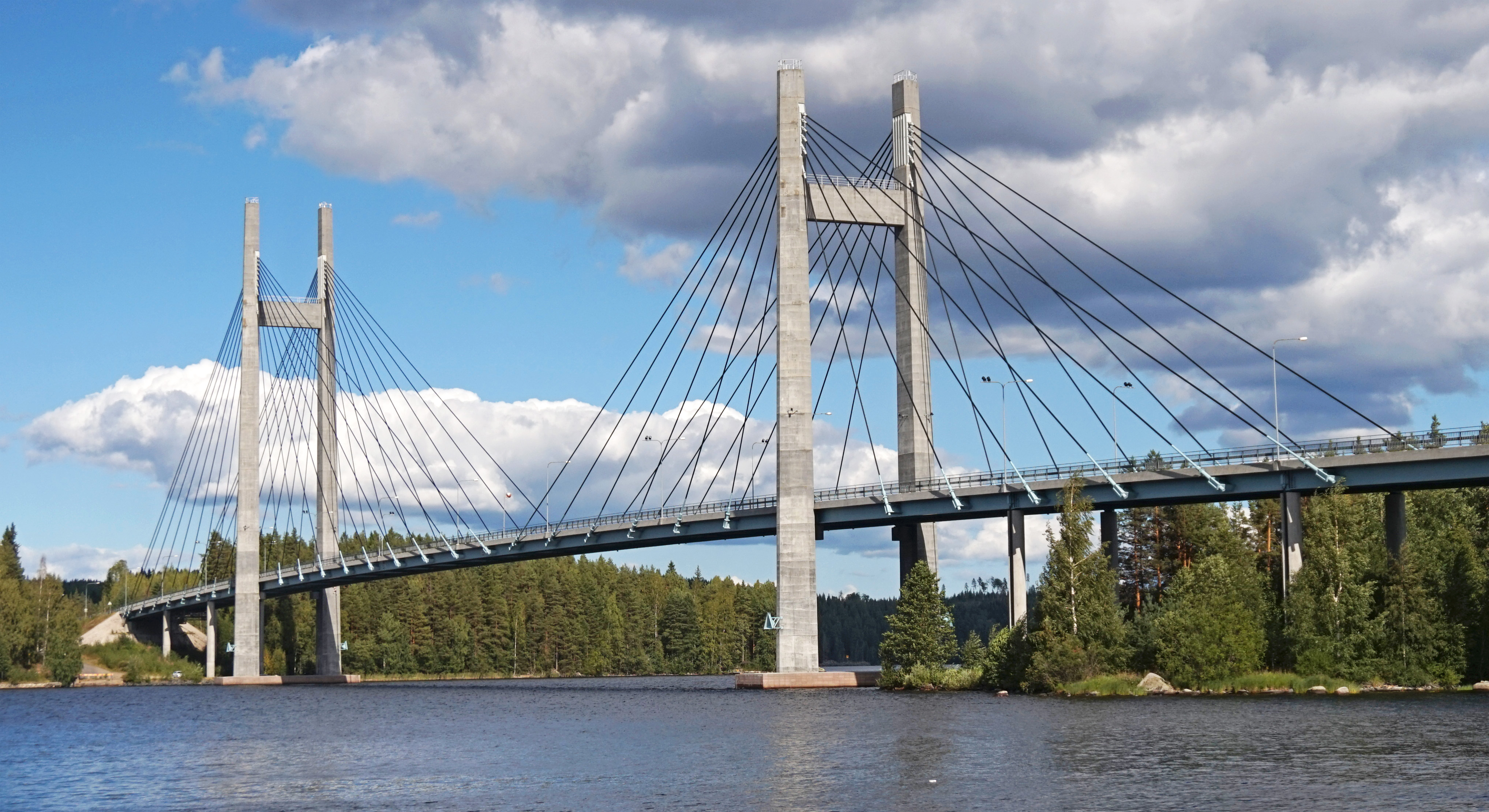
Le pont de Kärkinen.

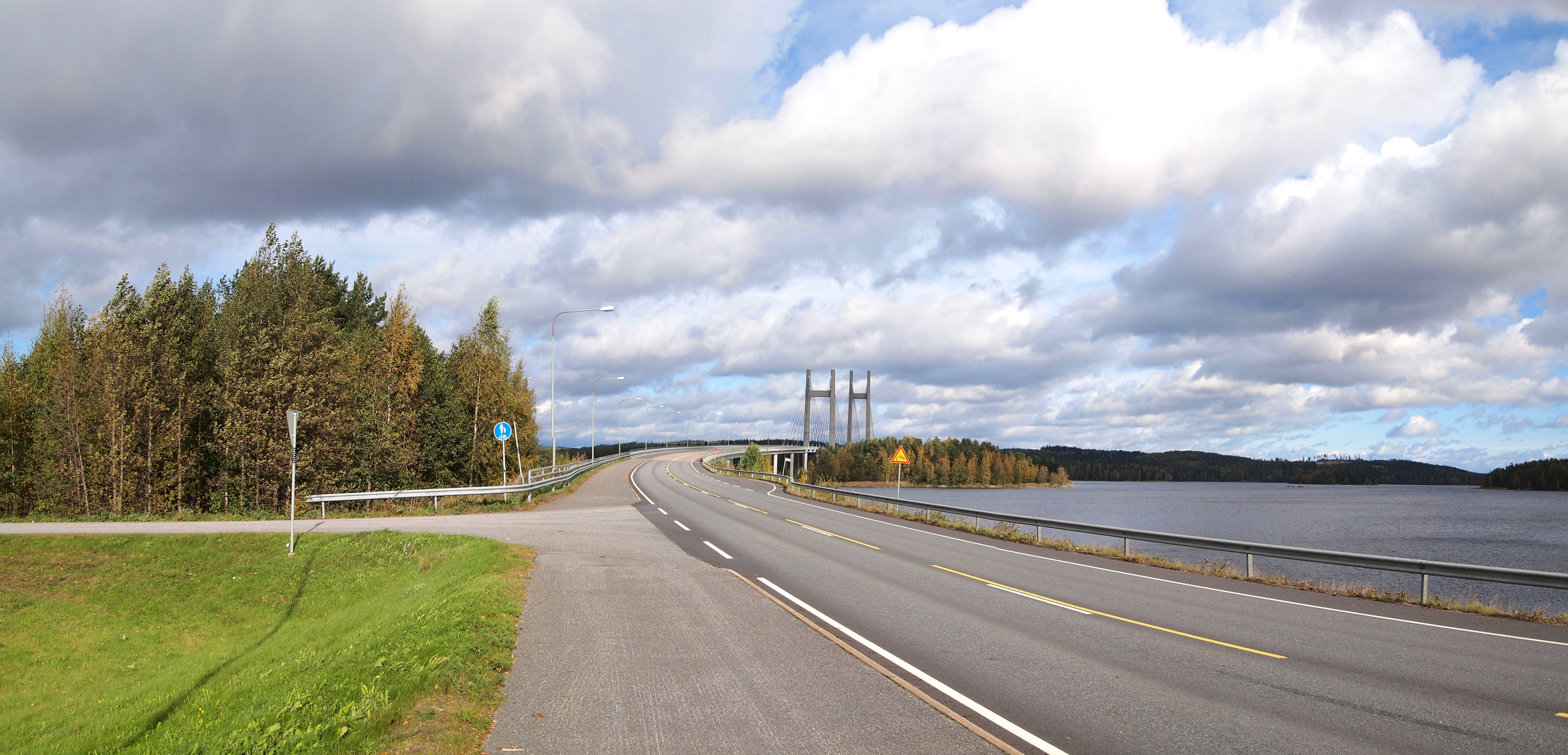
La Seututie 610 à Korpilahti. À droite, le lac Päijänne.

## Parcours
- Joutsa	
  - Tammilahti,
  - Pappinen
  - Kitula

- Luhanka
  - Tammijärvi
  - Tammikoski

- Korpilahti  
  - Putkilahti
  - Korospohja
  - Markkulanmäki (46 km)